# Granma (dziennik)
Granma – dziennik wydawany od 1965 w Hawanie, organ Komitetu Centralnego Komunistycznej Partii Kuby.
„Granma” powstała z połączenia „Revolución” (istniejącego od 1959) i „Noticias de Hoy” (1938). Nazwa dziennika pochodzi od jachtu Granma, na którym w grudniu 1956 wylądował na Kubie oddział rewolucjonistów pod dowództwem Fidela Castro.
Pierwszy numer ukazał się 4 października 1965. Miał 12 stron i ukazał się w nakładzie 498.784 egzemplarzy. Redaktorem naczelnym został Isidoro Malmierca Peoli, członek powołanego dzień wcześniej Komitetu Centralnego Komunistycznej Partii Kuby. Przez pierwsze dwa lata Garnma ukazywała się codziennie, również w niedziele. W lipcu 1973 nakład przekroczył milion egzemplarzy.
Obecnie gazeta ukazuje się zazwyczaj 6 razy w tygodniu i jest największym dziennikiem na wyspie, o nakładzie rzędu 400–500 tys. Oprócz hiszpańskiej posiada także inne wersje językowe („Granma International”).